# The Cutter (Echo & the Bunnymen)
The Cutter è un singolo del gruppo musicale inglese Echo & the Bunnymen, pubblicato il 14 gennaio 1983 come secondo e ultimo estratto dall'album Porcupine.

## Descrizione
Il singolo venne distribuito nel Regno Unito sull'etichetta Korova il 14 gennaio 1983 in 7" e 12". Il 7" era disponibile in edizione limitata ed era confezionata con una cassetta contenente brani della loro sessione di John Peel dell'agosto 1979 che conteneva la drum machine che si vociferava si chiamasse "Echo". Il brano extra sul lato B del 12", Zimbo, è una registrazione dal vivo del primo festival WOMAD del luglio 1982 e ospita i Royal Drummers del Burundi.
La canzone si classificò al numero 14 tra le "Tracce dell'anno" per il 1983 da NME. In una recensione retrospettiva su "The Cutter", il giornalista di AllMusic Tom Maginnis scrisse: "Echo & the Bunnymen sposano con successo i suoni psichedelici influenzati dall'Oriente, resi famosi dai Beatles. Le corde orientali rientrano nei punti strategici, riempiendo lo spazio tra i versi e gli esoterici appelli di Ian McCulloch a "risparmiarci la taglierina!". La pista non perde mai vigore, percorrendo ogni sezione con potenza e grazia".
Il brano è stato reinterpretato dal musicista olandese Solex sulla compilation del 2001 Matador 2001: Draw Me a Riot, che venne distribuita gratuitamente con l'edizione dell'aprile 2001 della rivista The Wire. Una versione della canzone, eseguita da Lagartija Nick, è inclusa nell'album del 2005 Play the Game: Un Tributo a Echo & The Bunnymen.

## Tracce
Testi e musiche degli Echo & the Bunnymen.

### 7"
Lato 1
1. The Cutter - 3:53

Lato 2
1. Way Out and Up We Go - 3:57

### 12"
Lato 1
1. The Cutter - 3:53

Lato 2
1. Way Out and Up We Go - 3:59
2. Zimbo (Live) - 4:52

## Classifiche
| Chart (1983)  | Posizione massima |
| ------------- | ----------------- |
| Australia     | 67                |
| Irlanda       | 10                |
| Nuova Zelanda | 30                |
| Regno Unito   | 8                 |